# NGC 6010
NGC 6010 ist eine 12,5 mag helle linsenförmige Galaxie vom Hubble-Typ S0-a im Sternbild Schlange und etwa 92 Millionen Lichtjahre von der Milchstraße entfernt.
Sie wurde am 3. Mai 1786 von Wilhelm Herschel mit einem 18,7-Zoll-Spiegelteleskop entdeckt, der sie dabei mit „pB, S, E nearly in the parallel, bM“ beschrieb.